# 神戸市立真陽小学校
神戸市立真陽小学校（こうべしりつ しんようしょうがっこう）は、兵庫県神戸市長田区二葉町1丁目にある公立小学校。

## 概要
現存する長田区の小学校では最も古く、戦前は急増する児童数に対応すべく校区分離を繰り返したがそれでも追いつかず、1928年には児童数日本一のマンモス校となったことがある。

## 沿革
- 1887年（明治20年）5月2日 - 真陽尋常小学校として開校。
- 1896年（明治29年）5月20日 - 藁屋根校舎が落成。
- 1997年（明治30年） - 高等科を設置、真陽尋常高等小学校と改称。
- 1909年（明治42年） - 浜山尋常小学校（現・神戸市立浜山小学校）を分離。
- 1916年（大正5年） - 長楽尋常小学校（後に神戸市立長楽小学校を経て現・神戸市立駒ケ林小学校）を分離。
- 1918年（大正7年） - 真野尋常小学校（現・神戸市立真野小学校）を分離。
- 1920年（大正9年） - 長田尋常小学校（現・神戸市立長田小学校）及び御蔵尋常小学校（現・神戸市立御蔵小学校）を分離。
- 1923年（大正12年） - 神楽尋常小学校（後に神戸市立神楽小学校を経て現・神戸市立長田南小学校）を分離。
- 1927年（昭和2年） - 新設された若松高等小学校へ高等科を移行。
- 1928年（昭和3年） - 在籍児童数が3,691名と日本最多を記録。
- 1936年（昭和11年） - 志里池尋常小学校（後に神戸市立志里池小学校を経て現・神戸市立長田南小学校）を分離。
- 1941年（昭和16年） - 真陽国民学校と改称。
- 1944年（昭和19年） - 県内美方郡・城崎郡方面への学童集団疎開始まる（1945年まで）。
- 1947年（昭和22年） - 神戸市立真陽小学校と改称。
- 1948年（昭和23年） - 創立60周年を記念し、真陽おどり制定。
- 1952年（昭和27年） - 木造モルタル2階建の新校舎竣工。
- 1983年（昭和58年） - 埋蔵文化財調査。埋蔵物は発掘されず。
- 1985年（昭和60年） - 現在の校舎竣工。
- 1995年（平成7年）
  - 1月17日 - 阪神・淡路大震災が発生。校地に避難所を設置。
  - 9月15日 - 避難所を解消。
- 2000年（平成12年） - 真陽フェスティバルで飯田市立三穂小学校と交流[1]。以後、同校児童が修学旅行時に来校するなど、交流が続く。
- 2006年（平成18年） - のじぎく兵庫国体運動会で炬火リレーを行う。

## 校区
- 神戸市長田区[2]
  - 腕塚町1 - 4丁目、大橋町3 - 4丁目、久保町1 - 4丁目、駒栄町1 - 4丁目、庄田町1 - 4丁目、西尻池町3 - 5丁目、二葉町1 - 4丁目、南駒栄町、若松町3 - 4丁目

## 進学先中学校
- 神戸市立長田中学校

## 周辺
- 六間道商店街
- 大正筋商店街
- 新湊川

## 交通アクセス
- 西日本旅客鉄道（JR西日本）・神戸市営地下鉄 新長田駅から南東へ600m。
- 神戸市営地下鉄海岸線駒ヶ林駅から東へ300m。
- 神戸市バス（95・96系統）大橋バス停から南西へ200m。
- 阪神高速3号神戸線 湊川出入口から西へ200m。

## 通学区域が隣接している学校
- 神戸市立真野小学校
- 神戸市立長田南小学校
- 神戸市立蓮池小学校
- 神戸市立駒ケ林小学校